# Onawa
Onawa er en amerikansk by og administrativt centrum for det amerikanske county Monona County i staten Iowa. I 2000 havde byen et indbyggertal på 3.091.
42°1′39″N 96°5′47″V / 42.02750°N 96.09639°V